# バニーガール向上委員会
バニーガール向上委員会（バニーガールこうじょういいんかい）は、鈴々木保香をリーダー（会長）とし、バニーガール（ウサギの格好をしたコスチューム）を愛好するグラビアアイドル・レースクイーン達によって2001年に結成されたユニット。
メンバーは入れ替わりが激しく、初期から活動を続けた鈴々木も2016年7月で引退した。

## 概要とあゆみ
2001年、鈴々木保香や須田真奈美を中心にレースクイーンで活躍する女性モデル数人で発足。発足当初はスカパー371で「バニーガール向上委員会」という看板番組を持ち、バニーガールの知名度を高めていくとともにファン層を固めるが、2003年から2005年の間に初期メンバーが多数脱退したことから活動は一時下火になるが、2007年よりバニーガールで活躍する外部のモデル・コスプレイヤーの新規加入や撮影会、オフ会等のファンとの直接交流などのイベントを次々と企画し、再び活動を活性化させる。
2011年には結成10周年を迎えた。
2012年7月、ひたちなか海浜鉄道とのコラボ企画で「バニートレイン」を運行した。
2014年5月29日東京メトロポリタンテレビジョン「バラいろダンディ」内の特集にて撮影会の様子を公開。その番組では会長（リーダー）の鈴々木保香は出演せず、会長代行森隆彦が取材を受けた。この放送ではレポーターを務めた橋本マナミが実際に同委員会のバニーコスチュームを着用し、キャバクラで接待した様子も放送されたほか、スタジオでのまとめを話す際にもこの衣装を着て振り返っていた。

## メンバーになるための条件
18歳以上の女性で、バニーガールに憧れを抱き、また各種イベント（写真撮影会のモデル、イベントアシスタントなど）で大勢の観衆の前でバニーガールの衣装をまとって参加できること。プロ・アマの種別、また所属芸能事務所を問わない。

## バニーガールコスチューム
「Yasuka Suzuki（鈴々木保香）ブランド」→「ジェイバニーブランド」のオリジナルのバニーコート&燕尾ジャケットを販売、レンタルしている。男性用もある。業務用だけでなく、コスプレ愛好者のために個人向けにも格安で販売している。
特にこのバニーガールコスチュームは、より立体感を生み出し、ユーザーの体にフィットしたデザインにするため、一般的な「10枚接ぎ」ではなく、「12枚接ぎ」にしたことや、当委員会オリジナルの「マジック縫製」と呼ばれる、ワンウェイ（通常は横の方向にしか伸びないもの）でありつつも、縦にも伸びるような素材を使うようにして、シワが発生しないようにしたほか、厚手の光沢感があるサテンストレッチや、コルセット感覚で着こなせるようにレオタードにボーンを10本装着してスリム感も演出するようにした。さらに低コストでの業界最安値を追求するため、日本国外での生産にこだわり、中華人民共和国の工場で、日本製の生地と日本人スタッフを主体とした生産を行うようにした。
1. ↑  鈴々木が会長を引退した際にブランド名を変更している
2. ↑  Jバニーブランドの特徴

## 撮影会
東京芸能企画等が主催する撮影会が年に数回行われる。開催は不定期で、詳細はホームページ上で告知される。ちなみに、2020年1月の撮影会では、過去最高の5人のバニーガールが登場した。

## メンバー
- 星那美月（ほしな みつき）2代目会長
- トロたん
- あへこ（現・虹村かんな）
- らみねこ
- 西村禮（にしむら れい）
- みちる
- 八重子（やえこ）
- 松井芳（まつい かおる）
- 山田優子（やまだ ゆうこ）
- 佐藤かおり（さとう かおり）
- 末永かおり（すえなが かおり）
- 半野紘子（はんの ひろこ）
- AYAMI（アヤミ）
- 森多このみ（もりた このみ）
- 杏野ヒナナ（あんの ひなな ヒナナから芸名改名）
- 木村もずく（きむら もずく）
- 高橋うりくる（たかはし うりくる）
- 楓果(ふうか)
- MAAMI（マアミ）

### 過去に参加していたメンバー
- 鈴々木保香（すずき やすか）初代会長
- 竹内妃奈（たけうち ひな）
- kei（ケイ）
- 千子（ちこ）
- 黄金咲ちひろ（こがねざき ちひろ）
- 三上陽子（みかみ ようこ）
- 勝谷めぐみ（かつたに めぐみ）
- 松本絢子（まつもと あやこ）
- 須田真奈美
- 大鹿雅代
- 大久保菜摘
- 後藤亜季
- 松永秀美
- 當麻由依
- 野々村江里子
- 前川真奈美